# Brook MacDonald
Brook MacDonald (ur. 25 listopada 1991) – nowozelandzki kolarz górski, mistrz świata juniorów.

## Kariera
Pierwszy sukces w karierze Brook MacDonald osiągnął w 2009 roku, kiedy zdobył złoty medal w downhillu w kategorii juniorów podczas mistrzostw świata w Canberze. Na podium zawodów Pucharu Świata w kolarstwie górskim po raz pierwszy w karierze stanął 5 czerwca 2011 roku w brytyjskim Fort William. Zajął tam trzecie miejsce w downhillu, przegrywając tylko z Gregiem Minnaarem z RPA i reprezentantem gospodarzy, Dannym Hartem. Pierwsze pucharowe zwycięstwo osiągnął nieco ponad rok później - 29 lipca 2012 roku w Val d’Isère, gdzie wyprzedził dwóch Brytyjczyków: Gee Athertona i Josha Brycelanda. Zajął też między innymi ósme miejsce podczas mistrzostw świata w Leogang w 2012 roku. W 2013 roku wywalczył mistrzostwo Nowej Zelandii w downhillu.